# 도로교통법위반죄
도로교통법위반죄는 도로교통법을 위반하여 범하게 되는 형법상 범죄이다.

## 도교법 제54조 제1항이 규정하는 조치의무
제54조(사고발생 시의 조치) ① 차의 운전 등 교통으로 인하여 사람을 사상하거나 물건을 손괴(이하 "교통사고"라 한다)한 경우에는 그 차의 운전자나 그 밖의 승무원(이하 "운전자등"이라 한다)은 즉시 정차하여 사상자를 구호하는 등 필요한 조치를 하여야 한다.

### 사고운전자가 취하여야 할 조치의 정도
운전자가 취하여야 할 조치는 사고의 내용과 피해의 정도 등 구체적 상황에 따라 적절히 강구되어야 하고, 그 정도는 건전한 양식에 비추어 통상 요구되는 정도의 조치를 말한다. 판례는 사고운전자가 피해자와의 보상협의, 책임의 소재 등을 둘러싸고 시비나 다툼을 벌이다가 상당한 시간이 경과한 후 현장을 이탈하거나, 피해자로부터 별다른 항의를 받지 않은 채 현장을 이탈하였거나, 또는 사고관련자 또는 경찰 등에 의하여 교통상의 위험 등을 방지, 제거하는 데 필요한 조치가 이루어진 경우에는 신원확인조치를 취하지 않았더라도 범죄 성립을 부정하고 있다.
반면, 사고운전자의 도주나 피해자, 목격자 등의 추격으로 또 다른 교통상의 위험과 장애를 야기할 위험성이 있었던 경우에는 범죄 성립을 인정한다.

## 같이 보기
- 교통위반
- 도로교통법